# Tela Class
Tela Class foi um programa humorístico feito pelo grupo de humoristas Hermes & Renato exibido pela MTV Brasil. O quadro tem a duração de 30 minutos, incluindo os intervalos. Foi exibido pela primeira vez em 1º de junho a 31 de agosto de 2007 com duas temporadas até 2008.
O programa foi feito a partir da ideia da redublagem e reedição de filmes pouco conhecidos no Brasil, de forma que suas histórias montem uma curta metragem de caráter satírico.

## História
A MTV Brasil e os humoristas do Hermes & Renato conseguiram autorização de responsáveis pelos filmes para fazer dublagens de filmes antigos e para isso assistiram esses filmes para fazerem novos roteiros, edições e por fim a dublagem.
Sem nenhuma cerimônia, a primeira temporada do programa estreou na sexta-feira às 21h e 0h em 1º de junho, com reprises das segundas às 23h30, quartas e domingos às 0h, com 14 episódios.
Em 17 de janeiro de 2008, voltou ser exibido na MTV, como uma atração do "MTV de Verão 2008", apenas de terça às quintas.
No dia 4 de março de 2008, começou a ser exibida a segunda temporada, todas as terças às 23hs30min, com reprise nas sextas às 22h15 e aos sábados às 23hs15min. No primeiro intervalo, há uma exibição de cenas com propaganda do refrigerante Sprite Zero e no segundo intervalo, há cenas de bastidores de dublagem do elenco de Hermes e Renato. O programa passava às terças, sextas e sábados. Após a exibição dos oito filmes, era vez as reprises, que depois foi também reprisados cada semana um episódio.

## Temporadas

### Primeira (2007)
- Episódio 1 - As Tretas de Hong Kong (reedição de "Tríades de Hong Kong", 1987[1])
- Episódio 2 - Garras de Baitola (reedição de "Garras de Águia", 1992[2])
- Episódio 3 - Moranguinho Mallando (reedição de "Golias e o Dragão", 1960)
- Episódio 4 - Caçadores de Zica (reedição de "Orgulho e Maldição", 1972 - com participação especial de João Gordo)
- Episódio 5 - Memórias de um Ninja Lóki (reedição de "Guerras Ninjas II", 1987)
- Episódio 6 - As Bombas de Hércules (reedição de "As Façanhas de Hércules", 1958 - com participação especial de Tom Cavalcante)
- Episódio 7 - A Suruba (reedição de "A Fera Deve Morrer", 1974[3])
- Episódio 8 - Black Soul Foda (reedição de "The Black Godfather", filme do Blaxploitation, 1974[4])
- Episódio 9 - Boquinha de Cemitério (reedição de "A Serpente", 1966[5])
- Episódio 10 - O Pai das Puta (reedição de "O Desafio do Dragão", 1973)
- Episódio 11 - Vovô é Foda (reedição da série de TV "The Master", com Lee van Cleef e Sho Kosugi, 1984 - com participação especial de Falcão[6])
- Episódio 12 - Uma Obra do Barulho (reedição de "A Mortalha da Múmia", 1967)
- Episódio 13 - Em Busca de um Show (reedição de "Os Pequenos Dragões", 1979[7])
- Episódio 14 - Um Capeta em Forma de Guri (reedição de "O Retorno do Agente 003 1/2", 1982,[8] Filipinas)

### Segunda (2008)
- Episódio 1 - Santa Claus e o Pozinho Mágico (reedição de "Papai Noel Conquista os Marcianos",1964) (Estados Unidos)
- Episódio 2 - Operação Dragão Fumeta (reedição de "O Poderoso Chefão de Xangai", 1974) (China)
- Episódio 3 - As Aventuras dos Sem-Terra na Terra do Tio Sam (reedição de "Alma de Bandeirante", 1956) (Estados Unidos)
- Episódio 4 - A Vingança do Ídalo (reedição de "A Ordem é Matar", 1983) (Estados Unidos)
- Episódio 5 - Punhos de Merda (reedição de "Operação Dragão Negro",1976) (Estados Unidos)
- Episódio 6 - Piratas do Carilha (reedição de "A Lenda do Lobo do Mar",1975) (Itália)
- Episódio 7 - Uma Odisseia Brazuca (reedição de "A Primeira Espaçonave em Vênus", 1960) (Alemanha Oriental/Polônia)
- Episódio 8 - Sem Desejo de Matar (reedição de "Visitantes na Noite", 1970) (Estados Unidos)
- Episódio 9 - Muito Além de Brokeback (reedição de "Com Sartana Cada Bala é uma Cruz") (Itália)
- Episódio 10 - Samba, Suor e Bunda no Castelo (reedição de "Ali Babá e os 40 Ladrões", 1944)
- Episódio 11 - Cu de Campeão (reedição de "A Dança das Sombras",1987) (Estados Unidos)
- Episódio 12 - Costa dos Injuriados: Um Resort Muito Louco (reedição de "O Jardim de Alá", 1936)

## Controvérsias
Ao todo, os comediantes fizeram 26 dublagens, mas uma delas foi vetada pela MTV. No episódio “Lendas da paixão”, onde os humoristas transformaram a história – que preferiram não revelar – em um caso de amor entre um garoto e um padre, em clima de “Brokeback Mountain”. “Acho que foi até inocente da nossa parte achar que o episódio iria passar. Geraria polêmica negativa para a emissora, que, afinal de contas, é uma empresa”, analisa Torres. “Mas quem sabe esse episódio vai parar no YouTube, assim, meio que por acaso...”, provoca Fanti.